# Henning Brøndsted (Richter)
Henning Koës Brøndsted (* 10. Februar 1923 in Kopenhagen; † 5. September 1998) war ein dänischer Richter.

## Leben
Henning Brøndsted wurde 1923 als Sohn des Archäologen Johannes Brøndsted (1890–1965) und seiner Frau Gerda Rothenborg (1890–1959) geboren. Sein älterer Bruder war der Literaturhistoriker Mogens Brøndsted (1918–2006).
Henning Brøndsted besuchte das Øregård Gymnasium in Hellerup, das er 1941 abschloss. Anschließend studierte er Jura und wurde 1949 cand. jur. Danach wurde er bei der Kopenhagener Polizei angestellt. Nebenher war er ab 1951 Sekretär im Grønlandsdepartement. 1954 wurde er Bevollmächtigter des grönländischen Landshøvdings. Am 28. August 1954 heiratete er Mirjam Stern (* 1927), Tochter des Direktors Serguei B. Stern und seiner Frau Esther Levy. Von 1955 bis 1956 war er kommissarischer Polizeimeister in Grönland und anschließend ein Jahr lang kommissarisch grönländischer Landesrichter. 1960 wurde er Bevollmächtigter im Grønlandsministeriet und im Folgejahr kommissarischer Bürochef. Von 1960 bis 1961 war er nebenher Polizeibevollmächtigterin Tårnby. 1964 wurde er zum Landesrichter ernannt. 1978 wurde er pensioniert, aber zugleich zum Berater im Grønlandsministeriet ernannt.
Henning Brøndsted hatte eine Reihe ehrenamtlicher Posten inne. Bis zu dessen Abschaffung 1988 war er Mitglied des grönländischen Gesetzesausschusses. Von 1979 bis zur Abschaffung 1981 war er Vorsitzender des Denkmalschutzausschusses und von 1979 bis zur Abschaffung 1996 Vorsitzender des Nationalparkrats. Von 1978 bis 1994 war er Mitglied der Kommission für Wissenschaftliche Untersuchungen in Grönland, davon von 1982 bis 1988 als Vorsitzender. Von 1980 bis zur Abschaffung 1991 war er Vorsitzender des öffentlichen Übereinkunftsausschusses. Von 1983 bis 1988 war er Vorsitzender der Arbeitsgruppe für Umwelt und Schafzucht. Von 1991 bis 1997 war er Mitglied des Zentralen Wissenschaftsethischen Komitees. Von 1978 bis zu seinem Tod saß er zudem im Aufsichtsrat des Arktisk Institut.
Henning Brøndsted verfasste eine Reihe von wissenschaftlichen Artikeln zum grönländischen Rechtswesen, darunter gemeinsam mit Verner Goldschmidt 1962 Kriminalloven og de vestgrønlandske samfund („Das Kriminalgesetz und die westgrönländischen Gesellschaften“), wodurch im Rahmen des Ausschusses für Gesellschaftsforschung in Grönland das 1954 eingeführte Kriminalgesetz bewertet und anschließend revidiert wurde.
Er wurde am 30. April 1991 mit dem Nersornaat in Silber ausgezeichnet. Henning Brøndsted starb 1998 im Alter von 75 Jahren.